# Boks na Letnich Igrzyskach Olimpijskich 1976
Wyniki zawodów bokserskich rozegranych podczas letnich igrzysk olimpijskich w Montrealu w dniach od 18 do 31 lipca 1976.

## Medaliści
| Konkurencja                    | Złoty             | Srebrny            | Brązowy              | Brązowy            |
| waga papierowa (48 kg)         | Jorge Hernández   | Lee Byong-uk       | Orlando Maldonado    | Payao Poontarat    |
| waga musza (51 kg)             | Leo Randolph      | Ramón Duvalón      | Leszek Błażyński     | Dawid Torosjan     |
| waga kogucia (54 kg)           | Gu Yong-ju        | Charles Mooney     | Pat Cowdell          | Wiktor Rybakow     |
| waga piórkowa (57 kg)          | Ángel Herrera     | Richard Nowakowski | Leszek Kosedowski    | Juan Paredes       |
| waga lekka (60 kg)             | Howard Davis      | Simion Cuțov       | Ace Rusevski         | Wasilij Sołomin    |
| waga lekkopółśrednia (63,5 kg) | Ray Leonard       | Andrés Aldama      | Władimir Kolew       | Kazimierz Szczerba |
| waga półśrednia (67 kg)        | Jochen Bachfeld   | Pedro Gamarro      | Reinhard Skricek     | Victor Zilberman   |
| waga lekkośrednia (71 kg)      | Jerzy Rybicki     | Tadija Kačar       | Rolando Garbey       | Wiktor Sawczenko   |
| waga średnia (75 kg)           | Michael Spinks    | Rufat Riskijew     | Luis Felipe Martínez | Alec Năstac        |
| waga półciężka (81 kg)         | Leon Spinks       | Sixto Soria        | Costică Dafinoiu     | Janusz Gortat      |
| waga ciężka (>81 kg)           | Teófilo Stevenson | Mircea Șimon       | Clarence Hill        | John Tate          |

## Tabela medalowa
| Miejsce | Państwo           | Złoto | Srebro | Brąz | Razem |
| ------- | ----------------- | ----- | ------ | ---- | ----- |
| 1       | Stany Zjednoczone | 5     | 1      | 1    | 7     |
| 2       | Kuba              | 3     | 3      | 2    | 8     |
| 3       | Korea Północna    | 1     | 1      | 0    | 2     |
| 3       | NRD               | 1     | 1      | 0    | 2     |
| 5       | Polska            | 1     | 0      | 4    | 5     |
| 6       | Rumunia           | 0     | 2      | 3    | 5     |
| 7       | ZSRR              | 0     | 1      | 4    | 5     |
| 8       | Jugosławia        | 0     | 1      | 1    | 2     |
| 9       | Wenezuela         | 0     | 1      | 0    | 1     |
| 10      | Bermudy           | 0     | 0      | 1    | 1     |
| 10      | Bułgaria          | 0     | 0      | 1    | 1     |
| 10      | Meksyk            | 0     | 0      | 1    | 1     |
| 10      | Portoryko         | 0     | 0      | 1    | 1     |
| 10      | RFN               | 0     | 0      | 1    | 1     |
| 10      | Tajlandia         | 0     | 0      | 1    | 1     |
| 10      | Wielka Brytania   | 0     | 0      | 1    | 1     |
|         | Razem             | 11    | 11     | 22   | 44    |